# Прапор Глушківців
Прапор Глушківців — офіційний символ села Глушківці Ярмолинецького району Хмельницької області, затверджений 2 липня 2018р. рішенням №12 сесії сільської ради. Автори - В.М.Напиткін, К.М.Богатов, П.Б.Войталюк.

## Опис
Квадратне полотнище поділене клином від верхніх кутів до середини на три частини. На верхній синій частині жовте сонце з шістнадцятьма променями, на древковій жовтій пурпурова слива з зеленими листками, на вільній зеленій жовте яблуко.